# Pavel Mayer (astronom)
Pavel Mayer  (7. listopadu 1932 Libochovice – 7. listopadu 2018 Praha) byl český astronom, který se zabýval spektroskopií těsných dvojhvězd. Druhou oblastí jeho práce byla konstrukce a stavba velkých hvězdářských dalekohledů.

## Vědecká činnost
Pavel Mayer vystudoval astronomii na Matematicko-fyzikální fakultě Univerzity Karlovy. Celý život pracoval v Astronomickém ústavu Univerzity Karlovy. Zpočátku se zabýval planetárními vědami a Sluncem, ale později přešel k výzkumu hvězd a Galaxie. Těžištěm jeho práce se stala fotometrie a spektroskopie těsných dvojhvězd.

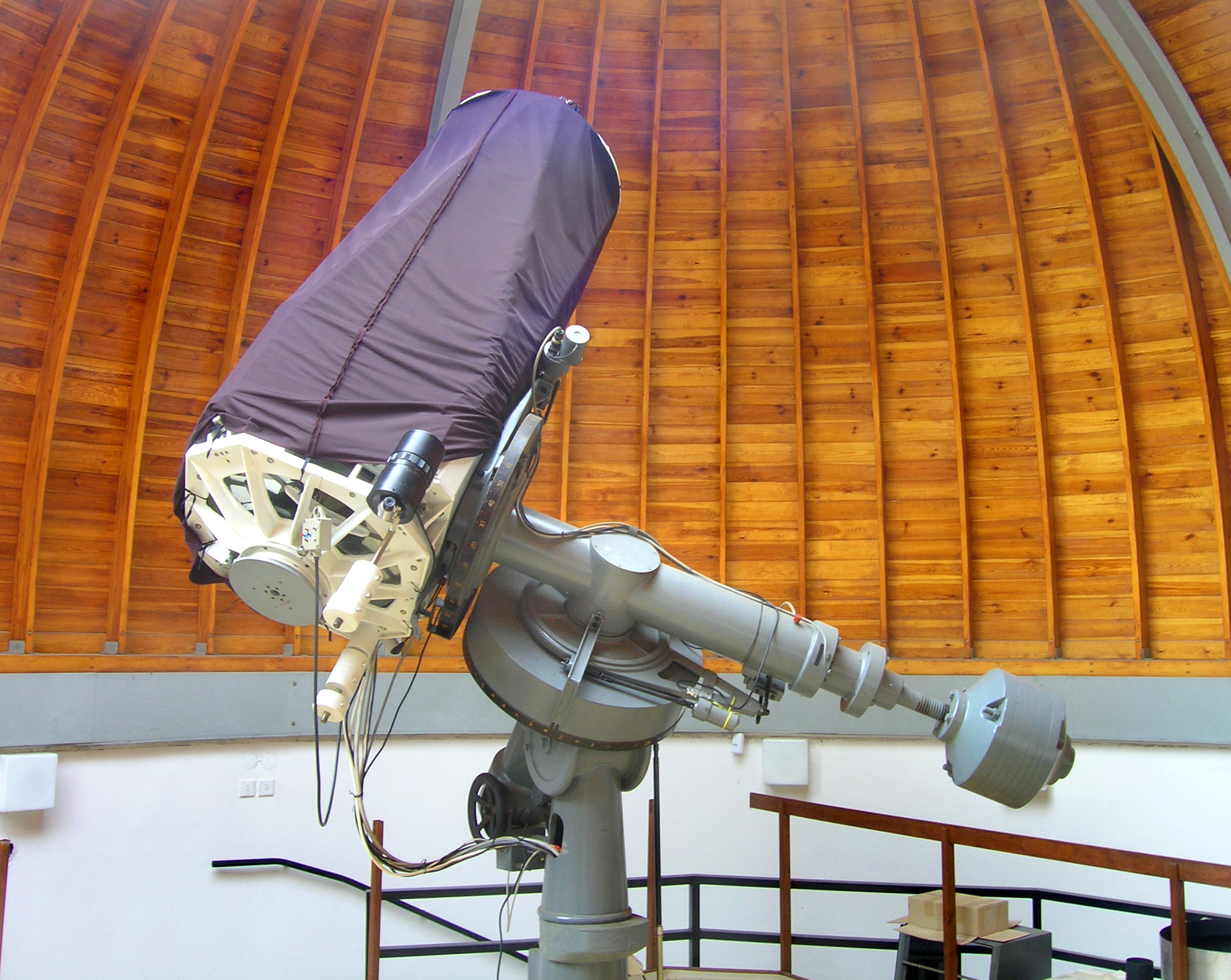
Dalekohled na hvězdárně v Ondřejově, který nese Mayerovo jméno

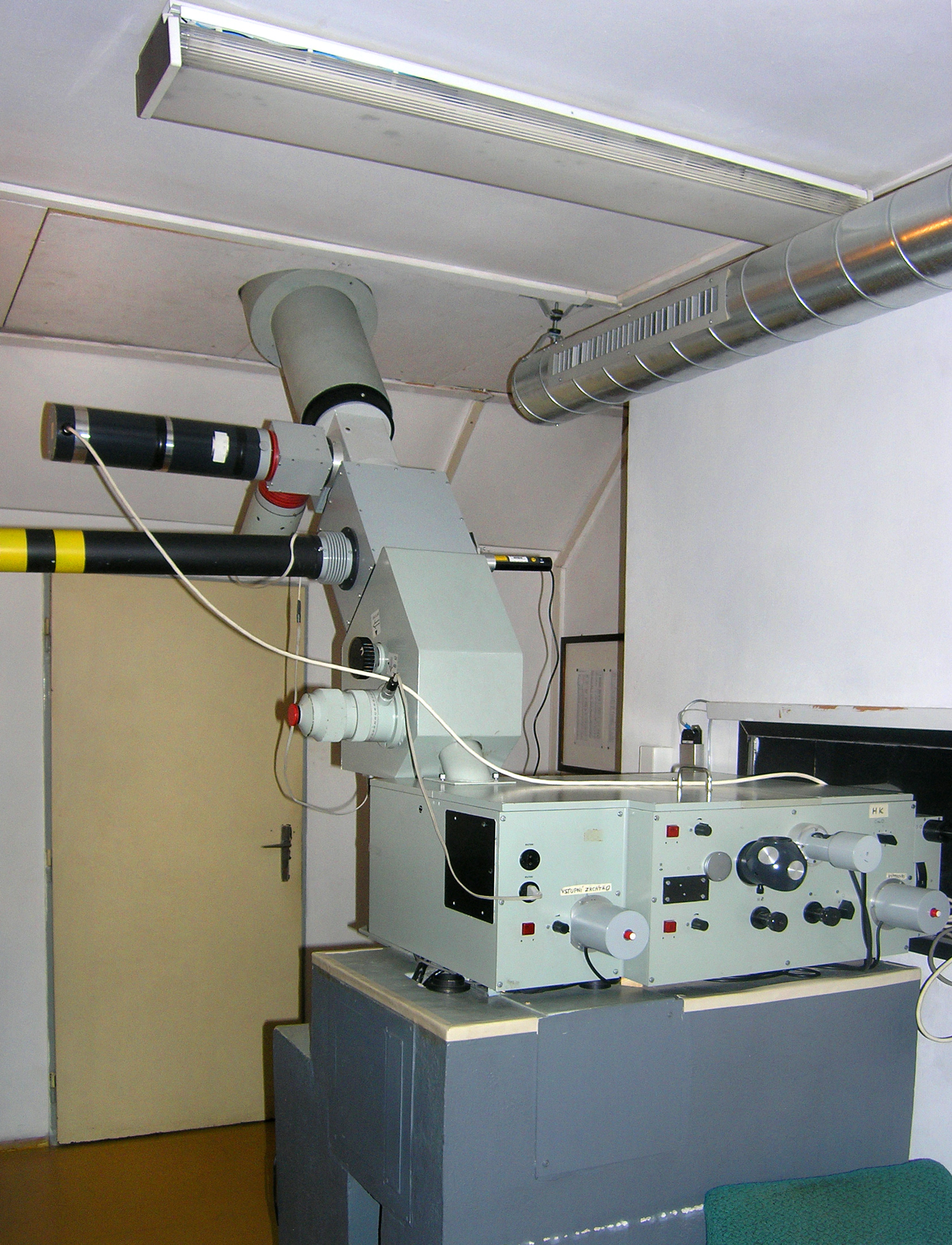
Spektrograf dvoumetrového dalekohledu, na jehož přípravě se Pavel Mayer podílel

Pavel Mayer je také konstruktérem astronomických přístrojů. Hlavní měrou se podílel na stavbě reflektoru o průměru 0,65 m umístěného na observatoři v Ondřejově, který kromě fotometrie planetek sloužil dříve i k stanovování světelných křivek dvojhvězd. Konstruoval i jeden ze spektroskopů pro dvoumetrový dalekohled v Ondřejově.

## Ocenění
- V roce 2009 mu Česká astronomická společnost udělila nejvýznamnější astronomické ocenění – Cenu Františka Nušla.
- Po Pavlu Mayerovi je od roku 2019 pojmenován 65cm dalekohled na observatoři v Ondřejově.[2]